# ハウス オブ ローゼ
株式会社ハウス オブ ローゼ（House of Rose Co., Ltd,）は、東京都に本社を置く化粧品等の輸入・販売会社。
米国クラブツリー&イヴリン社商品の国内販売権を有す。自社で工場を持たない「ファブレス企業」であり、商品は全てOEMである。

## 沿革
- 1978年 - 自然と香りの店を創業。
- 1982年 - 株式会社ハウス オブ ローゼ設立。
- 1996年 - 株式を店頭公開。
- 2000年 - 米国クラブツリー&イヴリン社商品の国内販売権を取得。
- 2004年 - ワコールと提携。
- 2006年5月24日 - 東京証券取引所2部に上場。
- 2008年5月22日 - 東京証券取引所1部へ指定替え。